# Nélio dos Santos Pereira
Nélio dos Santos Pereira (Rio de Janeiro-DF, 8 de dezembro de 1943) é um ex-futebolista brasileiro que atuava como meio-campista.

## Carreira
Nélio começou sua carreira como atleta jogando futsal em Niterói.
Migrou para o futebol de campo ao ser contratado pelo Fluminense, clube com o qual conquistou o Campeonato Carioca em 1964.
Em 1967, ele jogou pelo Baltimore Bays da National Professional Soccer League (NASL), dos EUA. Ajudou a agremiação a vencer a Divisão Leste do certame, chegou à final da competição, mas perdeu para o Oakland Clippers.

### Seleção Brasileira
Após participar do Torneio Pré-Olímpico da CONMEBOL de 1964, Valdez foi convocado para a Seleção que disputou os Jogos Olímpicos de Tóquio.

## Títulos
Fluminense
- Campeonato Carioca: 1964